# Wilhelm Viehmann
Wilhelm Viehmann (* 29. Januar 1886 in Hamburg; † 18. Oktober 1966 ebenda) war ein deutscher Kunstmaler und wissenschaftlicher Zeichner.

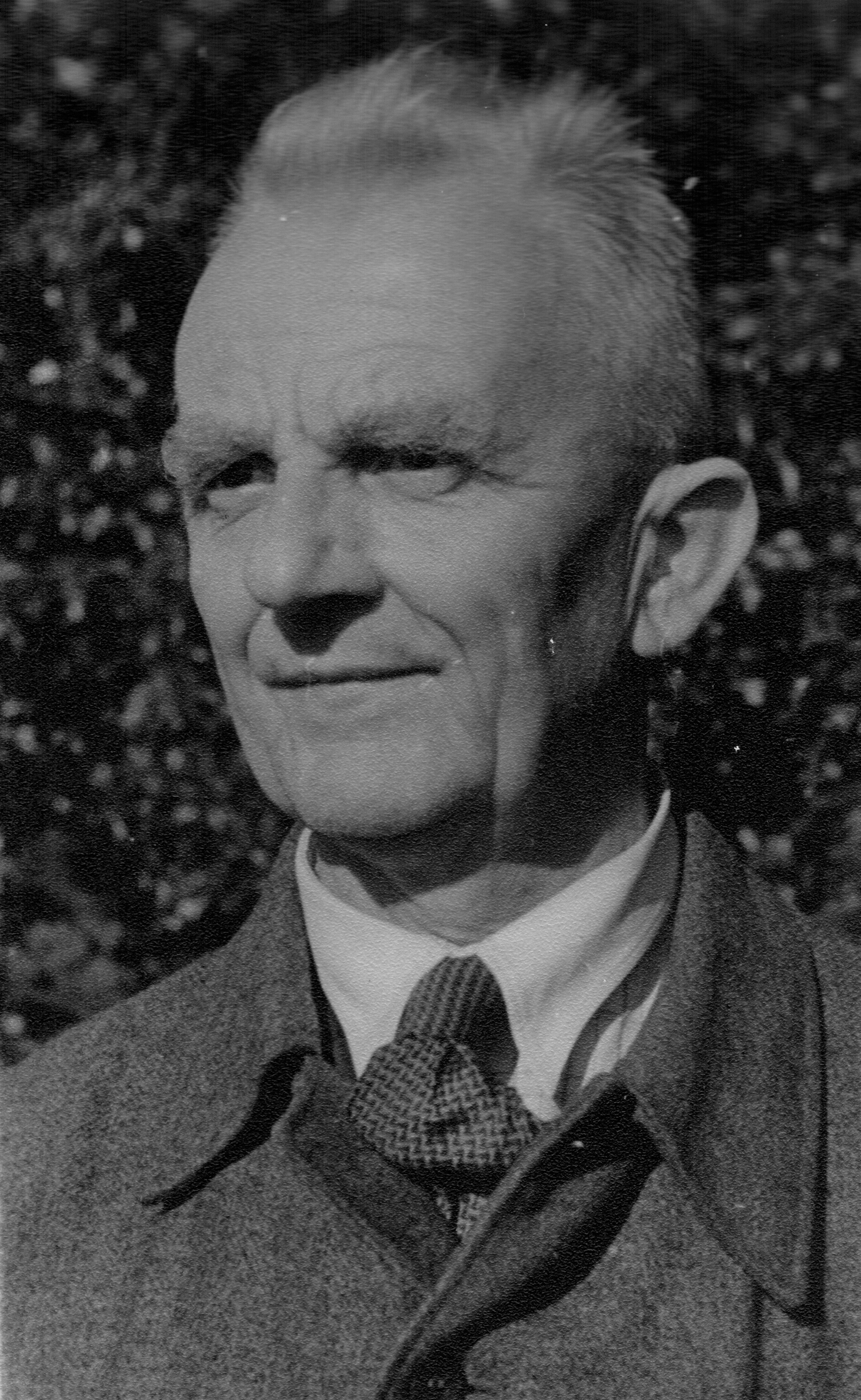
Wilhelm Viehmann, Juli 1945

## Leben

### Familie und Ausbildung
Wilhelm Viehmann war Sohn des Maurerpoliers Claus Viehmann und seiner Frau Anna geb. Lindemann. Von 1905 bis 1908 ging er als Malergeselle in Österreich, der Schweiz und Italien auf Wanderschaft. Während dieser Zeit verdiente er seinen Lebensunterhalt als Kirchenmaler. Anschließend studierte er zunächst an der Landeskunstschule in Hamburg und ab 1913 dann bei Angelo Jank an der Kunstakademie München.

### Berufliche Laufbahn und Werk
Von 1927 an arbeitete Wilhelm Viehmann als ständiger freier Mitarbeiter am Anatomischen Institut des Universitätsklinikums Hamburg-Eppendorf. Er fertigte dort zunächst Wandkarten für Vorlesungen sowie Illustrationen für Lehrbücher und wissenschaftliche Veröffentlichungen, wie beispielsweise für Heinrich Poll. Ab 1933 arbeitete er mit dem Anatomen Johannes Brodersen an der Gestaltung von Gipsmodellen für die Anatomische Lehrsammlung. Gemeinsam mit Brodersen entwickelte er eine Technik zur Bemalung der Modelle mit Farben auf der Basis von Dammarharz, die die notwendige farbliche Differenzierung ermöglichten und gleichzeitig dauerhaft waren. Die Gipsmodelle von Teilen des menschlichen Körpers sind zu großen Teilen noch heute erhalten und dienen den Studierenden damals wie heute als Anschauungsmaterial.
Neben seiner Tätigkeit am Anatomischen Institut war er auch am Tropeninstitut tätig. Dort arbeitete er beispielsweise mit dem Protozoologen Eduard Reichenow an Darstellungen des Entwicklungszyklus von Malaria-Erregern.
In seiner Freizeit malte er vor allem norddeutsche Landschaften. Auch Entwürfe von Notgeld für die Stadt Kellinghusen von 1921 sind erhalten.